# Rosema excavata
Rosema excavata är en fjärilsart som beskrevs av William Schaus 1892. Rosema excavata ingår i släktet Rosema och familjen tandspinnare. Inga underarter finns listade.